# Pleogynopteryx reddensis
Pleogynopteryx reddensis là một loài bướm đêm trong họ Geometridae.